# Petar Radenković
Petar Radenković (né le 1er octobre 1934 à Belgrade), surnommé « Radi », est un ancien footballeur international yougoslave qui évoluait au poste de gardien de but. Il est également l'un des premiers joueurs étrangers de la Bundesliga allemande.
C'est avec lui dans les buts que le TSV 1860 München réalise ses meilleures performances : vainqueur du DFB-Pokal en 1964, finaliste de la Coupe d'Europe des Vainqueurs de Coupe en 1965 et champion d'Allemagne en 1966. Après la relégation du TSV 1860 en 1970, Radenković met fin à sa carrière, après 215 matchs joués en Bundesliga.

## Biographie
Le père de Radenkovic était chanteur folklorique et guitariste (connu sous le nom d'artiste Rascha Rodell), avec sa femme, il voyageait régulièrement à l'étranger. Au début de la Seconde Guerre mondiale, il ne peut rentrer d'un voyage aux États-Unis, de ce fait, Petar Radenkovic est élevé par ses grands-parents.
Il fréquente le lycée et en 1953, il obtient son baccalauréat. En 1949, il intègre les équipes du club de Šumadija, en tant que milieu, mais devient rapidement gardien. En 1951, il va à l'Étoile rouge de Belgrade, et un an plus tard, il signe à l'OFK Belgrade. En 1953 et 1955, il gagne avec le BSK deux fois la coupe de Yougoslavie. Jusqu'en 1958, il joue 93 pour le BSK/OFK Belgrade, pour lequel il joue encore jusqu'en 1960.